# Жорж Мустаки
Жорж Мустаки (на френски: Georges Moustaki), по рождение Yussef Mustacchi, е френски певец и автор на текстове на песни. Роден е в Александрия, Египет на 3 май 1934 г.
Мустаки пише стотици романтични песни, прочути със своя поетичен ритъм и красноречие. По негови текстове пеят Едит Пиаф, Далида, Барбара, Бригит Фонтейн, Херберт Пагани, Франс Гал, Синди Даниел, Жулиет Греко, Ив Монтан и самият той.

## Биография
Жорж Мустаки израства в семейство на италиански евреи от Корфу, емигрирали в Александрия, Египет. Израства в многоетническа среда. Вкъщи говори италиански, на улицата арабски, а в училище научава френски. Родителите му – Несим и Сара – са почитатели на френската култура и записват малкия Юсуф и сестрите му във френско училище.
През 1951 г. Мустаки посещава за пръв път Франция. Огромно влияние му оказва Жорж Брасенс. Пее песни на френски, италиански, гръцки, португалски, испански, английски и арабски.
Умира от болест на белите дробове в болница в Ница, Франция на 23 май 2013 г.